# Paul Ludwik
Paul Ludwik (Slaný, Boêmia, 15 de janeiro de 1878 – Viena, 28 de julho de 1934) foi um técnico em mecânica austríaco, especialista em ciência dos materiais.

## Vida
Filho do conhecido técnico da monarquia austro-húngara Kamill Ludwik (1843-1912), que depois de trabalhar na Prager Maschinenbau AG (anteriormente Ruston & Co) foi diretor da Maschinenfabrik Tedesko & Co em Schlan e a partir de 1882 chefe da Prager Maschinenbau AG. Após a escola secundária do estado Paul Ludwik frequentou a Deutsche Technische Hochschule Prag (engenharia mecânica), onde obteve seu doutorado em 1904 ciências técnicas (Dr. techn.).
Em 1900–1902 foi engenheiro e construtor na Prager Maschinenbau AG.

## Ciência
Em 1902/1903 mudou da prática para a atividade científica e trabalhou com Friedrich Kick, professor do Departamento de Tecnologia Mecânica da Universidade Técnica de Viena, onde obteve a habilitação em 1905 como Privatdozent de mecânica tecnológica. Em 1910 foi nomeado professor associado da Universidade Técnica de Viena e em 1918 professor titular de mechanische Technologie und Materialprüfungswesen.

## Reconhecimento
Paul Ludwik foi desde 1925 wirkliches Mitglied da [Academia Austríaca de Ciências]] em Viena.
Recebeu a Medalha Wilhelm Exner de 1929.
Paul Ludwik foi sepultado junto de seu pai no Hütteldorfer Friedhof. Em sua memória no prédio principal da Universidade Técnica de Viena um auditório (Hörsaal) é denominado com seu nome (Hörsaal 11 Paul Ludwik), onde uma placa em sua lembrança o registra como Begründer der technologischen Mechanik (Werkstoffmechanik).

## Publicações
- Die Kegelprobe: Ein neues Verfahren zur Härtebestimmung von Materialien. 1908